# 栗原一
栗原 一（くりはら はじめ、1950年6月14日 - ）は、日本の政治家。元兵庫県たつの市長（1期）、元兵庫県議会議員（4期）。

## 来歴
兵庫県揖保郡揖保川町（現・たつの市）出身。兵庫県立龍野高等学校を経て明治大学法学部卒業、兵庫県立大学大学院修了。河本敏夫の秘書を務める。
1999年（平成11年）4月11日に行われた兵庫県議会議員選挙に出馬し初当選。2003年（平成15年）までは無所属で立候補したが、2007年（平成19年）と2011年（平成23年）の県議選は自由民主党公認で立候補し、いずれも当選した。
2013年（平成25年）10月20日に行われたたつの市長選挙に立候補し、初当選を果たした。投票率は54.74％。11月13日、市長就任。
第48回衆議院議員総選挙の影響で1週間延期され、衆院選と同じ2017年（平成29年）10月22日に実施された市長選に再選を目指して立候補。自由民主党・公明党の推薦に加え、井戸敏三兵庫県知事の2度の支援も受けた選挙であったが、前市議の山本実に僅差で敗れた。
2021年（令和3年）10月31日の市長選挙に立候補したが山本に再び敗れ落選。